# Biangai jezik
Biangai jezik (ISO 639-3: big), transnovogvinejski jezik jugoistočne papuanske skupine, kojim govori 1 400 ljudi (1991 SIL) u Papua Novogvinejskoj provinciji Morobe, distrikt Wau, u sedam sela na gornjem toku rijeke Bulolo. 
Biangai, pleme u dolini rijeke Bulolo, služe se s dva dijalekta ngowiye i yongolei, a u upotrebi je i tok pisin [tpi]. Pismo: latinica

## Vanjske poveznice
- Ethnologue (14th)
- Ethnologue (15th)